# Episodi di Will & Grace (nona stagione)
La nona stagione della sit-com Will & Grace, composta da 16 episodi, è andata in onda negli Stati Uniti d'America dal 28 settembre 2017 al 5 aprile 2018 sulla NBC.
In Italia la stagione è andata in onda su Joi dal 13 ottobre 2017 al 20 aprile 2018. 
 Il primo episodio è stato trasmesso in lingua originale sottotitolato in italiano il 29 settembre 2017, in simulcast con NBC, mentre lo stesso doppiato è stato trasmesso anche in chiaro prima su La5 il 13 ottobre 2017, in contemporanea con l'inizio della trasmissione in lingua italiana su Joi, e poi su Italia 1 con una maratona dei primi 7 episodi il 3 gennaio 2018. La stagione viene infine trasmessa tutta intera in chiaro su Italia 1 dal 10 dicembre al 21 dicembre 2018, prima tra le 14:40 e le 15:30 e poi dalle 15:00 alle 15:30, con gli ultimi due episodi dalle 15:00 alle 16:00 venerdì 21.
| nº | Titolo originale                                 | Titolo italiano                       | Prima TV USA      | Prima TV Italia  |
| -- | ------------------------------------------------ | ------------------------------------- | ----------------- | ---------------- |
| 1  | 11 Years Later                                   | Undici anni dopo                      | 28 settembre 2017 | 13 ottobre 2017  |
| 2  | Who's Your Daddy                                 | Chi è il tuo paparino?                | 5 ottobre 2017    | 20 ottobre 2017  |
| 3  | Emergency Contact                                | Contatto d'emergenza                  | 12 ottobre 2017   | 27 ottobre 2017  |
| 4  | Grandpa Jack                                     | Nonno Jack                            | 19 ottobre 2017   | 3 novembre 2017  |
| 5  | How to Succeed in Business Without Really Crying | Il successo in affari senza lacrime   | 26 ottobre 2017   | 10 novembre 2017 |
| 6  | Rosario's Quinceañera                            | La festa dei quindici anni di Rosario | 2 novembre 2017   | 17 novembre 2017 |
| 7  | A Gay Olde Christmas                             | Un Natale d'altri tempi               | 5 dicembre 2017   | 22 dicembre 2017 |
| 8  | Friends and Lover                                | Amici e amante                        | 4 gennaio 2018    | 16 febbraio 2018 |
| 9  | There's Something About Larry                    | Il segreto di Larry                   | 11 gennaio 2018   | 23 febbraio 2018 |
| 10 | The Wedding                                      | Il matrimonio                         | 18 gennaio 2018   | 2 marzo 2018     |
| 11 | Staten Island Fairy                              | La fatina di Staten Island            | 1º febbraio 2018  | 9 marzo 2018     |
| 12 | Three Weiss Men                                  | Tre uomini saggi                      | 1º marzo 2018     | 23 marzo 2018    |
| 13 | Sweatshop Annie & The Annoying Baby Shower       | #Un noioso Baby-Shower                | 8 marzo 2018      | 30 marzo 2018    |
| 14 | The Beefcake & The Cake Beef                     | Mr. Muscolo e la torta dello scandalo | 15 marzo 2018     | 6 aprile 2018    |
| 15 | One Job                                          | Equivoci                              | 29 marzo 2018     | 13 aprile 2018   |
| 16 | It's a Family Affair                             | Un affare di famiglia                 | 5 aprile 2018     | 20 aprile 2018   |

## Undici anni dopo
- Titolo originale: 11 Years Later
- Diretto da: James Burrows
- Scritto da: David Kohan e Max Mutchnick

## Chi è il tuo paparino?
- Titolo originale: Who's Your Daddy
- Diretto da: James Burrows
- Scritto da: Tracy Poust e Jon Kinnally

### Trama
- Guest star:
- Ascolti USA: telespettatori

## Contatto d'emergenza
- Titolo originale: Emergency Contact
- Diretto da: James Burrows
- Scritto da: Nina Pedrad

### Trama
- Guest star:
- Ascolti USA: telespettatori

## Nonno Jack
- Titolo originale: Grandpa Jack
- Diretto da: James Burrows
- Scritto da: Alex Herschlag

Special guest star: Jane Lynch (Roberta).
- Guest star: Michael Angarano (Elliot), Andrew Rannells (Reggie), Anthony Ramos (Tony), Jet Jurgensmeyer (Skip), Natalie Dreyfuss (Emma).

### Trama
- Guest star:
- Ascolti USA: telespettatori

## Il successo in affari senza lacrime
- Titolo originale: How to Succeed in Business Without Really Crying
- Diretto da: James Burrows
- Scritto da: Suzanne Martin e John Quaintance

### Trama
- Guest star:
- Ascolti USA: telespettatori

## La festa dei quindici anni di Rosario
- Titolo originale: Rosario's Quinceañera
- Diretto da: James Burrows
- Scritto da: Tracy Poust e Jon Kinnally

### Trama
- Guest star:
- Ascolti USA: telespettatori

## Un Natale d'altri tempi
- Titolo originale: A Gay Olde Christmas
- Diretto da: James Burrows
- Scritto da: John Quaintance

### Trama
- Guest star:
- Ascolti USA: telespettatori

## Amici e amante
- Titolo originale: Friends and Lover
- Diretto da: James Burrows
- Scritto da: Suzanne Martin

### Trama
- Guest star:
- Ascolti USA: telespettatori

## Il segreto di Larry
- Titolo originale: There's Something About Larry
- Diretto da: James Burrows
- Scritto da: Alex Herschlag

### Trama
- Guest star:
- Ascolti USA: telespettatori

## Il matrimonio
- Titolo originale: The Wedding
- Diretto da: James Burrows
- Scritto da: David Kohan, Max Mutchnick, Tracy Poust e Jon Kinnally

### Trama
- Guest star:
- Ascolti USA: telespettatori

## La fatina di Staten Island
- Titolo originale: Staten Island Fairy
- Diretto da: James Burrows
- Scritto da: David Kohan e Max Mutchnick (storia), John Quaintance (sceneggiatura)

### Trama
- Guest star:
- Ascolti USA: telespettatori

## Tre uomini saggi
- Titolo originale: Three Wise Men
- Diretto da: James Burrows
- Scritto da: Tracy Poust e Jon Kinnally

### Trama
- Guest star:
- Ascolti USA: telespettatori

## Scelte sbagliate
- Titolo originale: Sweatshop Annie & the Annoying Baby Shower
- Diretto da: James Burrows
- Scritto da: John Quaintance

### Trama
- Guest star:
- Ascolti USA: telespettatori

## Mr. Muscolo e la torta dello scandalo
- Titolo originale: The Beefcake & the Cake Beef
- Diretto da: James Burrows
- Scritto da: Suzanne Martin

### Trama
- Guest star:
- Ascolti USA: telespettatori

## Equivoci
- Titolo originale: One Job
- Diretto da: James Burrows
- Scritto da: Suzanne Martin e Alex Herschlag

### Trama
- Guest star:
- Ascolti USA: telespettatori

## Un affare di famiglia
- Titolo originale: It's a Family Affair
- Diretto da: James Burrows
- Scritto da: David Kohan e Max Mutchnick

### Trama
- Guest star:
- Ascolti USA: telespettatori